# Puchar felibrów

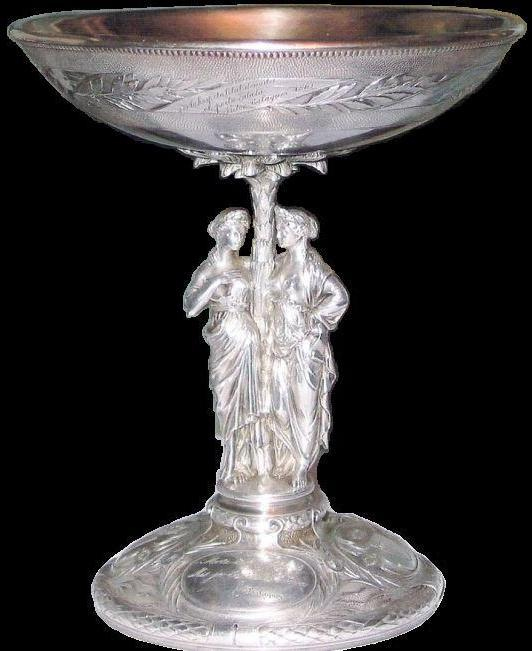
Puchar felibrów

Puchar felibrów (prowans. La Coupo santo w zapisie Mistrala lub la Copa santa w zapisie klasycznym) – srebrne naczynie ozdobne, dar katalońskich pisarzy i polityków dla prowansalskich felibrów.

## Historia
Puchar jest symbolem silnej więzi, która połączyła prowansalskich felibrów z  katalońskim ruchem narodowym i jego przywódcą, poetą Víctorem Balaguerem. Oba te ugrupowania opowiadały się za federalizmem, regionalizmem i krzewiły ideę wspólnoty latyńskiej. Podczas uczty w Awinionie, 30 lipca 1867 roku, działacze katalońskiego odrodzenia wręczyli przyszłemu nobliście, Frédéricowi Mistralowi, srebrny puchar w podzięce za gościnę, Prowansalczycy bowiem udzielili schronienia Balaguerowi wygnanemu przez Izabelę II za udział w zamachu stanu. Mistral odpowiedział wierszem La Coupo santo (Święty puchar), który wkrótce stał się hymnem felibrów.
Twórcami pucharu są rzeźbiarz Louis Guillaume Fulconis (1818-1873) i jubiler Jarry. Czasza naczynia ozdobiona liśćmi wawrzynu jest osadzona na trzonie w kształcie pnia palmowca, przy którym stoją dwie spoglądające na siebie, podobne kobiety. U ich stóp wyryto znaki herbowe Prowansji i Katalonii. Na czaszy umieszczono w kartuszu napis: Record ofert per patricis catalans als felibres provenzals per la hospitalitat donada al poeta catala Víctor Balaguer, 1867 („Pamiątka podarowana przez katalońskich patrycjuszy prowansalskim felibrom w podzięce za gościnę, której użyczyli katalońskiemu poecie Victorowi Balaguerowi, 1867”). Na podstawie wygrawerowano dwie inne inskrypcje: Balaguera (Morta diuhen qu’es, / Mes jo la crech viva – „Mówią, że umarła, / ale ja wierzę, że wciąż żyje”) oraz Mistrala (Ah ! se me sabien entèndre ! / Ah ! se me voulien segui ! – „Ah, gdybyż umiano mnie słuchać! / Ah, gdybyż chciano za mną podążać”). 
Funkcję depozytariusza pucharu pełni naczelnik Związku Felibrów. Zgodnie z tradycją puchar jest prezentowany publicznie raz do roku, w czasie oficjalnego spotkania z okazji zjazdu felibrów. Uroczystość ta kończy się zawsze odśpiewaniem wiersza Mistrala La Coupo santo napisanego do melodii bożonarodzeniowej, którą prawdopodobnie skomponował Nicolas Saboly.

## Słowa pieśni
| Prowansalski (zapis Mistrala) | Prowansalski (zapis klasyczny) | Przekład filologiczny |
| --- | --- | --- |
| La Coupo santo Prouvençau, veici la Coupo Que nous vèn di Catalan A-de-rèng beguen en troupo Lou vin pur de noste plan refrin Coupo santo E versanto Vuejo à plen bord, Vuejo abord Lis estrambord E l'enavans di fort ! D'un vièi pople fièr e libre Sian bessai la finicioun ; E, se toumbon li felibre, Toumbara nosto nacioun Coupo santo... D'uno raço que regreio Sian bessai li proumié gréu ; Sian bessai de la patrìo Li cepoun emai li priéu. Coupo santo... Vuejo-nous lis esperanço E li raive dóu jouvènt, Dóu passat la remembranço, E la fe dins l'an que vèn, Coupo santo... Vuejo-nous la couneissènço Dóu Verai emai dóu Bèu, E lis àuti jouïssènço Que se trufon dóu toumbèu Coupo santo... Vuejo-nous la Pouësìo Pèr canta tout ço que viéu, Car es elo l'ambrousìo, Que tremudo l'ome en diéu Coupo santo... Pèr la glòri dóu terraire Vautre enfin que sias counsènt. Catalan, de liuen, o fraire, Coumunien tóutis ensèn ! Coupo santo... | La Copa santa Provençaus, vaicí la copa Que nos ven dei Catalans : A de rèng beguem en tropa Lo vin pur de nòstre plant ! repic Copa santa, E versanta, Vueja a plen bòrd, Vueja abòrd Leis estrambòrds E l'enavans dei fòrts ! D'un vièlh pòble fièr e libre Siam bessai la finicion ; E se tomban lei felibres, Tombarà nòstra nacion. Copa santa... D'una raça que regrelha Siam bessai lei promiers greus ; Siam bessai de la patria Lei cepons e mai lei prieus. Copa santa... Vueja-nos leis esperanças E lei raives dau jovent, Dau passat la remembrança E la fe dins l'an que ven. Copa santa... Vueja-nos la coneissença Dau verai e mai dau bèu, E leis autei joïssenças Que se trufan dau tombèu. Copa santa... Vueja-nos la poesia Per cantar tot çò que viu, Car es ela l'ambrosia Que tremuda l'òme en dieu. Copa santa... Per la glòria dau terraire Vautres enfin que siatz consents, Catalans de luenh, ò fraires, Comuniem toteis ensems ! Copa santa... | Święty puchar Prowansalczycy, oto puchar, który dostaliśmy od Katalończyków! Kolejno pijmy wszyscy szlachetne wino z naszych szczepów. refren Święty pucharze pełny po brzegi! Wlej w nas po kres, wlej strumieniami szlachetne porywy i moc ludzi silnych! Z dawnego ludu dumnego i wolnego jesteśmy już może ostatni, a jeśli upadną felibrzy, upadnie nasz naród. Święty pucharze... Rasy, która się odradza, jesteśmy może pierwszymi pędami. Jesteśmy może ojczyzny filarami i przywódcami. Święty pucharze... Wlej w nas nadzieję i marzenia młodości, wspomnienie minionych czasów i wiarę w nadchodzący rok. Święty pucharze... Wlej w nas poznanie Prawdy i Piękna, i wzniosłe uniesienia, które kpią sobie z grobu. Święty pucharze... Wlej w nas Poezję, byśmy opiewali wszystko, co żyje, bo to ona jest ambrozją, która człowieka przemienia w boga. Święty pucharze... Ku chwale naszego kraju, wy, którzy zechcieliście być naszymi sprzymierzeńcami, dalecy Katalończycy, bracia, zjednoczmy się wszyscy! Święty pucharze... |